# Bréal-sous-Vitré

Bréal-sous-Vitré este o comună în departamentul Ille-et-Vilaine, Franța. În 1 ianuarie 2022 avea o populație de 614 de locuitori.